# 近藤真彦
近藤真彦（日语：／ Kondō Masahiko，1964年7月19日—），日本80年代人氣男偶像。出生於日本神奈川縣橫濱市，是藝人經紀公司「傑尼斯事務所」前所屬的歌手暨演員。並以個人名義發展賽車事業，身兼車隊董事、教練與車手資格。
在日本另有暱稱（Matchy 「火柴」）。
於2021年4月30日，宣布退出待了40年以上的傑尼斯事務所。

## 個人簡歷
1964年7月19日，近藤真彦出生于日本神奈川县横滨市，他出生时是一个早产儿，母亲近藤美惠子生他时只有20岁，近藤真彦有一胞弟。
1979年10月，近藤真彦與田原俊彥、野村義男演出勵志校園劇《3年B組金八先生》出道，之後合組「田野近三人組」活躍於演藝圈，承接1970年代男偶像「新御三家」路線，及後以個人名義發展，於1980年12月作為歌手出道發行單曲《Sneaker Blues》，發行首週即在Oricon公信榜取得冠軍，並蟬聯五個星期冠軍。近藤成為史上首位出道單曲初登場獲得Oricon冠軍的歌手，該單曲在Oricon統計總銷量超過100萬張，是近藤所屬的傑尼斯事務所旗下的藝人首次取得Oricon百萬銷量單曲 。其後近藤曾經連續14首單曲獲得Oricon公信榜第一名，並於1987年以「愚者」獲得日本唱片大賞的大賞 ，為1980年代紅極一時的頭號男偶像 。
1990年代後即漸漸淡出演藝事業，重心放在職業賽車活動上，多次以車手身份親自參與賽事。現在是自行創立的「近藤賽車 KONDO Racing」車隊公司的董事長、教練兼車手。
2005年，為迎接出道25周年，發行了相隔7年7個月的新單曲『挑戰者』，宣布重回演藝圈。2006年2月14日，他在日本武道館舉行25周年記念演唱會，預售票開賣5分鐘即銷售一空。
2007年10月8日，結婚14年後第一個寶寶誕生。十分喜愛車子的他，將長男取名為「轟丞」。據本人表示「『轟』字上面的車是指孩子，下面兩個車則是我跟太太」，包含了特別的涵義。
2010年，以單曲《亂如麻》獲得日本唱片大賞最優秀歌唱賞。成為史上第五位獲得日本唱片大賞最高賞、最優秀歌唱賞和最優秀新人賞「三冠」的音樂人。
2015年12月12日，近藤慶祝出道35年的日本巡迴演唱會《近藤真彦 THE35周年》於日本武道館落幕。近藤演唱了35首大熱歌曲。安歌時，TOKIO、KinKi Kids、V6、嵐、瀧與翼、Hey! Say! JUMP、中山優馬等一眾傑尼斯事務所師弟一起上台獻上祝賀。 同年年底事隔9年第十次獲邀參加NHK紅白歌合戰並擔任白組壓軸。
2021年4月30日，傑尼斯事務所官方網站發布聲明，宣布近藤退出傑尼斯事務所。

## 事件
1983年，近藤真彥與日本實力派歌手中森明菜合演電影《愛之旅》，正式成為情侶。
1985年，近藤真彦到香港访问，梅艳芳第一次遇见了他，两人开始了地下情。梅艳芳甚至在日本購置房產，方便二人會面。后来，梅艳芳得知自身成為第三者，便毅然和近藤真彦分手。
1989年，近藤真彥與已婚歌手松田聖子被拍到在紐約約會。
1989年7月11日，中森明菜在近藤真彥住所割腕自殺，近藤將她送醫後獲救。雖然雙方至今仍未說明中森明菜自殺原因，但當時輿論大多猜測是與近藤真彥交往有關。
1986年，近藤真彥的媽媽路遇車禍，情況十分嚴重。但是為了不被狗仔隊追蹤，風頭正盛的近藤真彥居然拒絕了把媽媽送到醫院及時搶救，結果母親因此去世。日本黑道知道後，有一個黑幫在近藤的媽媽遺體火化之後搶走了骨灰盒。並威脅近藤真彥去領獎，就不把骨灰盒歸還。但近藤真彥照舊出席頒獎禮並獲獎。至今近藤真彥都沒有拿回他媽媽的骨灰盒。
1994年，近藤真彥宣布與圈外女性和田敦子結婚。
2004年8月，近藤真彦在冲浪时救起一名溺水男童，此举引发热议。据被救男童父亲回忆，近藤真彦当时没留下姓名，事后才知道救起自己儿子的人是近藤真彦。
2020年11月，近藤真彥被《週刊文春》拍到與小他25歲的女性外遇長達五年。
2020年11月17日，近藤真彥因坦承外遇31歲的圈外女性近五年，透過傑尼斯事務所發表聲明，無限期停止所有演藝事業。

## 個人單曲
1. Sneaker Blues（1980年12月12日）
2. ヨコハマ・チーク（1981年3月12日）
3. ブルージーンズメモリー（1981年6月12日）
4. 悠然銀光中（1981年9月30日）
5. 情熱☆熱風せれなーで（1982年1月7日）
6. ふられてBANZAI（1982年3月31日）
7. ハイティーン・ブギ（1982年6月30日）
8. ホレたぜ!乾杯（1982年9月30日）
9. ミッドナイト・ステーション（1983年1月20日）
10. 真夏の一秒（1983年4月27日）
11. ためいきロ・カ・ビ・リー（1983年7月15日）
12. ロイヤル・ストレート・フラッシュ（1983年11月1日）
13. 一番野郎（1984年3月1日）
14. ケジメなさい（1984年6月6日）
15. 永遠に秘密さ（1984年9月13日）
16. ヨイショッ!（1985年2月13日）
17. 夢絆（1985年6月5日夢伴） 梅艷芳《夢伴》原曲
18. 大将（1985年10月21日）日本歌謠大賞-大賞
19. 純情物語（1986年2月26日）
20. 青春（1986年7月4日）
21. Baby Rose（1986年9月10日）
22. 愚か者（1987年1月1日）日本唱片大賞-大賞
23. さすらい（1987年6月11日）
24. 泣いてみりゃいいじゃん（1987年9月18日）日本歌謠大賞-大賞
25. Made in Japan（1988年4月8日）
26. あぁ、グッと（1988年9月14日）
27. 夕焼けの歌（1989年2月3日）（被改編成陳慧嫻《千千闋歌》、梅艷芳《夕陽之歌》、李翊君《風中的承諾》、黃乙玲《天知地知》）
28. Just For You（1989年6月1日）
29. いいかげん（1989年7月5日）
30. アンダルシアに憧れて（1989年11月10日）
31. 気ままにWALKIN’（1990年4月8日）
32. Ho Ho Ho・・・（1990年7月12日）
33. 好き（1990年10月24日）
34. デスペラード-ならず者-（1991年7月19日）
35. 無頼派（1991年12月12日）
36. 少年のこころ（1992年5月21日）
37. 北街角（1993年11月21日）
38. 最後のラブ・ソング（1995年7月21日）
39. ミッドナイトシャッフル（1996年2月21日）
40. 愛はひとつ（1997年2月21日）
41. KING and QUEEN（1998年5月20日）
42. 挑戦者（2005年12月14日）
43. 上海慕情／情熱ナミダ（2007年1月24日）
44. BANKA ～男たちの挽歌～（2008年12月23日）
45. -MOTTO-（2009年12月13日）
46. 亂如麻（2010年2月22日）
47. Let's Go!（2012年11月21日）
48. 大人の流儀 (2015年12月9日)
49. 軌跡 (2017年12月3日)

## 個人專輯
1. Thank 愛 You（1981年3月5日）
2. 17バ－スデー（1981年7月19日）
3. ブルージーンズメモリー（1981年9月5日）
4. ギンギラギンにさりげなく（1981年12月16日）
5. BANZAI（1982年7月18日）
6. RISING（1983年4月1日）
7. 嵐を呼ぶ男（1983年8月4日）
8. WINNING（1984年1月1日）
9. Shining（1984年8月1日）
10. THE MATCHY best song for you（1985年4月4日）
11. SUMMER IN TEARS（1985年8月1日）
12. 夢絆　12"（1985年12月1日）
13. 名場面（1986年4月10日）
14. DREAM（1986年12月12日）
15. 近藤真彦 THE BEST（1987年6月4日）
16. FOR YOU 抱擁（1987年11月25日）
17. 1987　LIVE SINGLES（1988年12月9日）
18. SUMMER COLLECTION（1988年7月1日）
19. JAPAN（1988年11月2日）
20. 夏のエアメール（1989年7月19日）
21. KICKS（1989年12月12日）
22. LIVE10th Anniversary' 90（1990年7月19日）
23. うそのない言葉 -THE TRUTH-（1990年11月10日）
24. By Your Request（1990年12月12日）
25. 無頼派（1991年12月21日）
26. 綺麗 KI・RE・I（1992年12月12日）
27. 北街角（1993年12月12日）
28. THE ROCK BEST（1996年11月21日）
29. GET BACK（1997年7月1日）
30. MATCHY★BEST（2006年2月8日）
31. MATCHY★BEST II（2007年2月7日）
32. 近藤真彦デビュー３５周年記念盤「三十五週年近藤真彦X伊集院静=二十四曲 (2015年7月19日)

## 紅白歌合戰
- 第32回 （1981年） 「悠然銀光中」
- 第33回 （1982年） 「愛你！乾杯」（ホレたぜ!乾杯）
- 第34回 （1983年） 「嘆氣Rockabilly」（ためいきロ・カ・ビ・リー）
- 第35回 （1984年） 「ケジメなさい」
- 第36回 （1985年） 「Yoisho!」（ヨイショッ!）
- 第37回 （1986年） 「青春」
- 第38回 （1987年） 「愚人」（愚か者）
- 第39回（1988年）「ああ、グっと」
- 第47回 （1996年） 「Midnight Shuffle」（ミッドナイトシャッフル)
- 第66回 （2015年）「悠然銀光中」

## 電影
- 「たのきんSUPER HIT SERIES」（たのきんスーパーヒットシリーズ / 1981年 - 1983年、東宝電影）
  - 第1彈・「Sneaker Blues」（青春グラフィティ スニーカーぶる〜す / 1981年2月11日公映、【導演：河崎義祐】）- 主演・金澤昌也
  - 第2彈・「BLUE JEANS MEMORY」（ブルージーンズメモリー / 1981年7月11日公映、【導演：河崎義祐】）- 主演・金田一真
  - 第3彈・「GOOD LUCK LOVE」（グッドラックLOVE / 1981年12月20日公映、【導演：河崎義祐】）- 準主演・北野徹
  - 第4彈・「HIGHTEEN・BOOGIE」（ハイティーン・ブギ / 1982年8月7日公映、【導演：舛田利雄】）- 主演・藤丸翔
  - 第5彈・「維也納物語 Gemini・Y和S」（ウィーン物語 ジェミニ・YとS / 1982年12月18日公映、【導演：河崎義祐】）- 準主演・柴田隼人
  - 第6彈・「風雲男兒」（嵐を呼ぶ男 / 1983年8月4日公映、【導演：井上梅次】）- 主演・国分良
- 「Love Forever」（Love Forever / 1983年8月4日公開、東宝）※友情出演
- 「L・O・V・愛・N・G」（エル・オー・ヴィ・愛・N・G / 1983年12月24日公映、東宝）- 友情出演・海童征人
- 「愛・出發」（愛・旅立ち / 1985年1月26日公映、東宝）- 主演・五代誠
- 「愛的物語」（この愛の物語 / 1987年9月12日公映、松竹）- 大介
- 「成為首領的男人」（首領になった男 / 1991年、東映）- 小倉勇武
- 「遠東黑社會」（極東黒社会 / 1993年、東映）- 江口信久
- 「像河流一樣地」（川の流れのように / 2000年、東宝）- 友情出演